# Damian O’Hare
Damian O’Hare (* 13. August 1977 in Belfast, Nordirland) ist ein irischer Film- und Theaterschauspieler. International wurde er vor allem durch seine Rolle des Lt. Gillette in Fluch der Karibik bekannt.

## Leben
Während seiner Kindheit beteiligte sich O’Hare an verschiedenen Inszenierungen und Hörspielen und war in dem Musikvideo Belfast Child der Musikband Simple Minds des Regisseurs Andy Morahan zu sehen. Mit 18 Jahren zog O’Hare nach London und besuchte die London Academy of Music and Dramatic Art (LAMDA). O’Hare hat ein Basic Certificate der British Academy of Dramatic Combat (BADC).
Er spielte außerdem in den Fernsehserien Casualty und The Bill und in den Film Titanic – Der Bau des Superschiffs und Pirates of the Caribbean – Fremde Gezeiten neben Johnny Depp. Er spielte auch in vielen Theaterstücken in hauptsächlich englischen Theatern wie im Crucible Theatre, im Connal Morrison Lyric Theatre, im Criterion Theatre, im Manchester Royal Exchange & Tricycle Theatre und im Theatre 503.

## Filmografie (Auswahl)
- 2003: Fluch der Karibik (Pirates of the Caribbean – The Curse of the Black Pearl)
- 2008: The Broken
- 2011: Pirates of the Caribbean – Fremde Gezeiten (Pirates of the Caribbean – On Stranger Tides)
- 2024: Nach dem Attentat (Manhunt, Miniserie)